# Heinrich Stackmann
Heinrich Stackmann (* um 1485 in Fallersleben (jetzt Wolfsburg); † 20. September 1532 in Wittenberg) war ein deutscher Mediziner, Philologe, Physiker, Dichter und Humanist.

## Leben
Stackmann immatrikulierte sich im Wintersemester 1504 an der Universität Leipzig, wo er am 6. August 1506 Baccalaureus und am 28. Dezember 1512 Magister der sieben freien Künste an der philosophischen Fakultät wurde. Am 12. Oktober 1511 trat er noch in Leipzig mit einer Disputation in Erscheinung, wechselte am 26. Mai 1512 an die Universität Wittenberg und wurde dort am 28. April 1513 in den Senat der philosophischen Fakultät aufgenommen. Nachdem im Wintersemester als Kollegiat am neuen Kollegium geführt wird, wurde er 1517 außerordentlicher und im Wintersemester 1517 ordentlicher Professor für Lateinische Grammatik.
Für Unterrichtszwecke ließ er 10 Briefe des Hieronymus drucken, die unter dem Titel Decem Divi Hieronymi epistolae ad vitam mortalium instituendam accomodatissimae erschienen. Nebenher beschäftigte er sich ab 1518 unter Peter Burckhard mit einem medizinischen Studium. Nachdem 1521 in Wittenberg eine Universitätsreform durchgeführt wurde, gab Stackmann seine Professur für Lateinische Grammatik an Janus Cornarius ab und übernahm von Jodokus Mörlin die Professur der Physik. Noch im selben Jahr erwarb Stackmann unter Burckhard gemeinsam mit Augustin Schurff am 3. Juni 1521 das Lizentiat der Medizin und wurde am 12. Juni 1521 in die medizinische Fakultät aufgenommen.
Als Stephan Wild 1522 seine Professur der praktischen Medizin aufgab, verwendeten sich die Professoren wie Martin Luther, Philipp Melanchthon, Johannes Schwertfeger, Andreas Bodenstein, Johannes Bernhardi und andere in einer Petition an den sächsischen Kurfürsten Friedrich den Weisen für Stackmann als dessen Nachfolger. Durch die Unterstützung von Georg Spalatin gelangte er am 5. November 1522 an die medizinische Professur der praktischen Medizin, wofür er 50 Gulden Jahresgehalt erhielt. Er gab daraufhin seine Physikprofessur ab und promovierte am 9. Dezember 1523 zum Doktor der Medizin, wofür sein Professorengehalt 1525 auf 70 Gulden erhöht wurde.
Stackmann, der sich unter anderem auch als lateinischer Dichter betätigte, befasste sich zudem mit philosophischen, theologischen und rechtlichen Themen. 1515 war er Kandidat der theologischen Fakultät. Er verfasste Epigramme und wurde als Humanist bekannt. Auch für organisatorische Aufgaben im Universitätsbetrieb engagierte er sich. So war er im Sommersemester 1515, sowie im Wintersemester 1521 Dekan der philosophischen Fakultät, zudem im Sommersemester 1527 und im Wintersemester 1529 Dekan der medizinischen Fakultät. Außerdem bekleidete er im Sommersemester 1527 das Rektorat der Hochschule.